# NGC 4163
NGC 4163 este o low-surface-brightness galaxy⁠(d) situată în constelația Câinii de Vânătoare. A fost descoperită în 1785 de către William Herschel. Se află la o distanță de 2,99 megaparseci de Pământ.